# Дисидент (релігія)
Дисиде́нти (від лат. dissidens — незгодний) ― в релігійному значенні ― особи, які належать до християнських віросповідань, що не визнають авторитету панівної церкви, деякі положення її віровчення, політику та богослужбову практику. Синоніми ― віровідсту́пник, відсту́пник, боговідсту́пник, ренега́т, єрети́к.

## Історія
Термін набув широкого поширення через Реформацію. Дисидентами називали пресвітеріан (в Англії), конгрегаціоналістів, методистів, квакерів, баптистів.
Термін дисидент був введений у 1573 році в Речі Посполитій під час Варшавської конфедерації і спочатку означав прибічника Реформації. У Речі Посполитій XVI–XVIII століть некатоликів, переважно протестантів, називали дисидентами, а послідовників православ’я — дизунітами.
Дисиденти довгий час зазнавали переслідувань з боку королівської влади й панівної церкви (передусім католицької).

## Інші терміни
Термін «дисентери» в Англії охоплював всі протестантські деномінації, які не належать до Англіканської церкви (Церкви Англії), тоді як у Шотландії лише національну церкву (Церква Шотландії) — наприклад, баптистів, конгрегаціоналістів і пресвітеріан.